# Pleospora punctata
Pleospora punctata är en svampart som beskrevs av Wehm. 1946. Pleospora punctata ingår i släktet Pleospora och familjen Pleosporaceae.   Inga underarter finns listade i Catalogue of Life.